# Gonzalo Martín March
Gonzalo Martín March (Orense, 1897 - ibíd., 17 de septiembre de 1936) fue un político español durante la Segunda República, miembro del triángulo masón Solón de Marín, ejecutado víctima de la represión por el bando franquista en la Guerra Civil.

## Biografía
Fue profesor de la Academia preparatoria del Instituto de Pontevedra. Militó en la Organización Republicana Gallega Autónoma (ORGA)-Federación Republicana Gallega y, posteriormente, en Izquierda Republicana. Durante a Segunda República fue elegido alcalde de Marín en 1931 y designado gobernador civil de Orense en 1936.
Durante el golpe de Estado de julio de 1936 que dio lugar a la Guerra Civil, la provincia de Orense se unió a los sublevados y consiguió huir a Pontevedra. No obstante, fue detenido y estuvo preso en el centro donde había sido profesor. Juzgado en consejo de guerra sumarísimo, fue acusado de traición y condenado a muerte. Durante el proceso se declaró responsable de todo lo que había sucedido en Orense para evitar el triunfo de la sublevación militar y señaló que «si su vida es un obstáculo para la paz que se la ofrenda a España». Fue fusilado el 17 de septiembre, negándose a recibir auxilios religiosos.
Cuando tuvo noticias del golpe se negó a dar armas a las organizaciones obreras tal como estas le reclamaban.